# Röstånga
Röstånga (på dansk: Røstange  ) er en by i Svalöv/Svalev  kommune i Skåne med 839(2010). Röstånga ligger ved foden af Söderåsen/Sønder Ås.

## Historie
Röstånga er kirkeby i Röstånga socken og indgik efter kommunreformen 1862 i Röstånga landskommun. I landkommunen oprettedes pr. 15 november 1935 Röstånga bysamfund, der opløstes med udgangen af 1966. Röstånga har siden 1967 været en del af Svalövs kommun.

## Seværdigheder
I Röstånga ligger Röstånga kyrka.
Hovedindgangen til Söderåsens Nationalpark er på riksväg 13 i Skäralid ca. 5 km nord for Röstånga. I Röstånga er der spadserevej, Nackarpsdalsvägen, til Nackarpsdalen med Odensjön, ved vejen ligger hvor Röstånga turistbureau. I Röstånga går Kolemavägen mod øst, og efter knapt en kilometer inde ad vejen går en vandresti ind til naturreservatet med vulkanruinen Gällabjär. Yderligere nogle få km mod øst ad Kolemavägen findes Djupadalsmölla med forvitrede tufaflejringer.